# 屈氏槳鰭麗魚
屈氏槳鰭麗魚，為輻鰭魚綱鱸形目隆頭魚亞目慈鯛科的其中一種，被IUCN列為易危保育類動物，分布於非洲馬拉威湖流域，棲息深度10-30公尺，體長可達10.5公分，棲息在沙石底質水域，生活習性不明，可作為觀賞魚。